# Antonio Boncompagni Ludovisi

Stemma Boncompagni Ludovisi

Antonio Boncompagni Ludovisi, VII principe di Piombino (Roma, 11 agosto 1808 – Milano, 10 luglio 1883), è stato un politico italiano.

## Biografia
Nato a Roma l'11 agosto 1808, Antonio era figlio di Luigi I Boncompagni Ludovisi, principe di Piombino e duca di Sora, e di sua moglie, Maddalena Odescalchi.
Di idee liberali, venne elevato al rango di senatore per censo nel 1861.
Morì a Milano nel 1883.

## Matrimonio e figli
Antonio sposò il 4 ottobre 1829 la principessa Donna Guglielma o Guglielmina Massimo (25 novembre 1811 - 14 febbraio 1899), figlia di Francesco Massimo, I duca di Rignano e Calcata, e di sua moglie, Carolina Lante della Rovere. La coppia ebbe insieme i seguenti figli:
- Rodolfo (Roma, 6 febbraio 1832 - Roma, 12 dicembre 1911), VIII principe di Piombino e duca di Sora, sposò a Roma il 31 maggio 1854 Donna Agnese Borghese (Roma, 5 maggio 1836 - Roma, 22 marzo 1920)
- Maria Carolina (3 maggio 1834 - 10 marzo 1910), sposò il 1 ottobre 1854 Francesco Cesare, Principe Rospigliosi-Pallavicini (2 marzo 1828 - 14 gennaio 1887)
- Maria Filomena (? - 28 febbraio 1836)
- Giulia (11 febbraio 1839 - 20 novembre 1897), sposò il 21 settembre 1857 Marco Boncompagni-Ottoboni, Duca di Fiano (21 aprile 1832 - 29 marzo 1909)
- Livia (8 settembre 1841 - 10 agosto 1857)
- Ignazio, Principe di Vanossa (1845-1913), senatore, sposò Teresa dei Conti Marescotti
- Lavinia (22 gennaio 1854 - 1 dicembre 1938), sposò il 5 maggio 1878 Rinaldo Taverna, Conte di Landriano (6 maggio 1839 - 6 maggio 1913)

## Albero genealogico
|                                                         |                                          |                                                                  | Genitori                                              |  |  | Nonni |  |  | Bisnonni                                                |  |  | Trisnonni                              |  |
|                                                         |                                          |                                                                  |                                                       |  |  |       |  |  | Gaetano I Boncompagni Ludovisi, IV principe di Piombino |  |  | Antonio I Boncompagni, VI duca di Sora |  |
|                                                         |                                          |                                                                  |                                                       |  |  |       |  |  | Gaetano I Boncompagni Ludovisi, IV principe di Piombino |  |  | Antonio I Boncompagni, VI duca di Sora |  |
|                                                         |                                          | Maria Eleonora Boncompagni Ludovisi, III principessa di Piombino |                                                       |  |  |       |  |  | Gaetano I Boncompagni Ludovisi, IV principe di Piombino |  |  |                                        |  |
| Antonio II Boncompagni Ludovisi, V principe di Piombino |                                          |                                                                  |                                                       |  |  |       |  |  | Gaetano I Boncompagni Ludovisi, IV principe di Piombino |  |  |                                        |  |
|                                                         |                                          | Laura Chigi                                                      | Augusto Chigi, II principe di Farnese                 |  |  |       |  |  |                                                         |  |  |                                        |  |
|                                                         |                                          | Laura Chigi                                                      | Augusto Chigi, II principe di Farnese                 |  |  |       |  |  |                                                         |  |  |                                        |  |
|                                                         |                                          | Laura Chigi                                                      | Eleonora Rospigliosi                                  |  |  |       |  |  |                                                         |  |  |                                        |  |
| Luigi I Boncompagni Ludovisi, VI principe di Piombino   |                                          | Laura Chigi                                                      |                                                       |  |  |       |  |  |                                                         |  |  |                                        |  |
|                                                         |                                          | Sforza Giuseppe Sforza Cesarini, III principe di Genzano         | Gaetano I Sforza Cesarini, II principe di Genzano     |  |  |       |  |  |                                                         |  |  |                                        |  |
|                                                         |                                          | Sforza Giuseppe Sforza Cesarini, III principe di Genzano         | Gaetano I Sforza Cesarini, II principe di Genzano     |  |  |       |  |  |                                                         |  |  |                                        |  |
|                                                         |                                          | Sforza Giuseppe Sforza Cesarini, III principe di Genzano         | Vittoria Conti                                        |  |  |       |  |  |                                                         |  |  |                                        |  |
| Vittoria Sforza Cesarini                                |                                          | Sforza Giuseppe Sforza Cesarini, III principe di Genzano         |                                                       |  |  |       |  |  |                                                         |  |  |                                        |  |
|                                                         |                                          | Maria Francesca Giustiniani                                      | Vincenzo Giustiniani, III principe di Bassano         |  |  |       |  |  |                                                         |  |  |                                        |  |
|                                                         |                                          | Maria Francesca Giustiniani                                      | Vincenzo Giustiniani, III principe di Bassano         |  |  |       |  |  |                                                         |  |  |                                        |  |
|                                                         |                                          | Maria Francesca Giustiniani                                      | Costanza Boncompagni                                  |  |  |       |  |  |                                                         |  |  |                                        |  |
| Antonio Boncompagni Ludovisi, VII principe di Piombino  |                                          | Maria Francesca Giustiniani                                      |                                                       |  |  |       |  |  |                                                         |  |  |                                        |  |
|                                                         | Livio Odescalchi, II principe Odescalchi | Baldassarre Odescalchi, I principe Odescalchi                    |                                                       |  |  |       |  |  |                                                         |  |  |                                        |  |
|                                                         | Livio Odescalchi, II principe Odescalchi | Baldassarre Odescalchi, I principe Odescalchi                    |                                                       |  |  |       |  |  |                                                         |  |  |                                        |  |
|                                                         | Livio Odescalchi, II principe Odescalchi | Eleonora Maddalena Borghese                                      |                                                       |  |  |       |  |  |                                                         |  |  |                                        |  |
| Baldassarre Odescalchi, III principe Odescalchi         | Livio Odescalchi, II principe Odescalchi |                                                                  |                                                       |  |  |       |  |  |                                                         |  |  |                                        |  |
|                                                         |                                          | Maria Vittoria Corsini                                           | Filippo Corsini, II principe di Sismano               |  |  |       |  |  |                                                         |  |  |                                        |  |
|                                                         |                                          | Maria Vittoria Corsini                                           | Filippo Corsini, II principe di Sismano               |  |  |       |  |  |                                                         |  |  |                                        |  |
|                                                         |                                          | Maria Vittoria Corsini                                           | Ottavia Strozzi                                       |  |  |       |  |  |                                                         |  |  |                                        |  |
| Maddalena Odescalchi                                    |                                          | Maria Vittoria Corsini                                           |                                                       |  |  |       |  |  |                                                         |  |  |                                        |  |
|                                                         |                                          | Benedetto II Giustiniani, V principe di Bassano                  | Girolamo Vincenzo Giustiniani, IV principe di Bassano |  |  |       |  |  |                                                         |  |  |                                        |  |
|                                                         |                                          | Benedetto II Giustiniani, V principe di Bassano                  | Girolamo Vincenzo Giustiniani, IV principe di Bassano |  |  |       |  |  |                                                         |  |  |                                        |  |
|                                                         |                                          | Benedetto II Giustiniani, V principe di Bassano                  | Maria Angelica Ruspoli                                |  |  |       |  |  |                                                         |  |  |                                        |  |
| Caterina Valeria Giustiniani                            |                                          | Benedetto II Giustiniani, V principe di Bassano                  |                                                       |  |  |       |  |  |                                                         |  |  |                                        |  |
|                                                         |                                          | Cecilia Carlotta Francesca Anna Mahony                           | James Joseph O'Mahony, conte Mahony                   |  |  |       |  |  |                                                         |  |  |                                        |  |
|                                                         |                                          | Cecilia Carlotta Francesca Anna Mahony                           | James Joseph O'Mahony, conte Mahony                   |  |  |       |  |  |                                                         |  |  |                                        |  |
|                                                         |                                          | Cecilia Carlotta Francesca Anna Mahony                           | Anne Clifford                                         |  |  |       |  |  |                                                         |  |  |                                        |  |
|                                                         |                                          | Cecilia Carlotta Francesca Anna Mahony                           |                                                       |  |  |       |  |  |                                                         |  |  |                                        |  |